# الأكاديمية الوطنية للتعليم
الأكاديمية الوطنية للتعليم (NAEd) هي منظمة غير ربحية وغير حكومية في الولايات المتحدة تعمل على تعزيز البحوث عالية الجودة لتحسين سياسات وممارسات التعليم. تأسست الأكاديمية عام 1965، وتضم حاليًا أكثر من 300 عضو منتظم منتخب وزميل دولي وفخري. يتم انتخاب الأعضاء والزميل الدوليين بناءً على المنح الدراسية المتميزة المتعلقة بالتعليم ويقدمون خدمة مجانية في اللجان التي تقدم المشورة لصانعي السياسات والممارسين بشأن القضايا الملحة في التعليم. بالإضافة إلى ذلك، يشارك أعضاء الأكاديمية وغيرهم من العلماء بشكل عميق في برامج التطوير المهني التابعة للأكاديمية والتي تركز على إعداد الجيل القادم من الباحثين في مجال التعليم. منذ عام 1986، أدارت الأكاديمية برنامج زمالة ما بعد الدكتوراه التابع للأكاديمية/سبنسر، ومنذ عام 2011، أدارت الأكاديمية برنامج زمالة أطروحة الأكاديمية/سبنسر، وكلاهما ممول من مؤسسة سبنسر.

## القيادة
تتم إدارة الأكاديمية الوطنية للتعليم بواسطة مجلس إدارة مكون من تسعة أعضاء. الرئيس الحالي للأكاديمية هي كارول دي لي.

### الرؤساء السابقون
- 1965-1969             رالف دبليو. تايلر
- 1969-1973             لورانس أ. كريمين
- 1973-1977             باتريك سوبس
- 1977-1981             ستيفن بيلي
- 1981-1985             روبرت غلاسر
- 1985-1989             باتريسيا غراهام
- 1989-1993             لي شولمان
- 1993-1997             كارل ف. كاستل
- 1997-1998             آن براون
- 1998-2001             إلين كوندليف لاجيمان
- 2001-2005             نيل نودينجز
- 2005-2009             لوري أ. شيبارد
- 2009-2013             سوزان فورمان
- 2013-2017             مايكل ج. فوير
- 2017-2021             غلوريا لادسون-بيلينغز
- 2021-مستمر            كارول دي لي